# Nya Zeeland i olympiska sommarspelen 1996
Nya Zeeland deltog i de olympiska sommarspelen 1996 med en trupp bestående av 97 deltagare, som tog sex medaljer.

## Medaljer

### Guld
- Blyth Tait - Ridsport, fälttävlan
- Danyon Loader - Simning, 200 meter frisim
- Danyon Loader - Simning, 400 meter frisim

### Silver
- Sally Clark - Ridsport, fälttävlan
- Barbara Kendall - Segling, Mistral

### Brons
- Blyth Tait, Andrew Nicholson, Vaughn Jefferis och Victoria Latta  - Ridsport, fälttävlan

## Boxning
Tungvikt
- Garth da Silva
  - Omgång 1 — Besegrade Cathal O'Grady (Irland) efter att domaren avbröt matchen i första ronden
  - Omgång 2 — Förlorade mot Seguei Dychkov (Vitryssland) på poäng 12-8

## Bågskytte
Herrarnas individuella
- Andrew Lindsay 32-delsfinal → 46:e plats (0-1)

## Cykling

### Landsväg
Damernas linjelopp
- Susannah Pryde
  - Final — 02:37:06 (→ 31:e plats)

- Rebecca Bailey
  - Final — 02:37:06 (→ 33:e plats)

- Jacqueline Nelson
  - Final — did not finish (→ ingen placering)

Damernas tempolopp
- Jacqueline Nelson
  - Final — 40:48 (→ 20:e plats)

- Rebecca Bailey
  - Final — 41:45 (→ 22:e plats)

### Bana
Herrarnas poänglopp
- Glenn McLeay
  - Final — 6 points (→ 8:e plats)

Men's Team Pursuit
- Tim Carswell, Greg Henderson, ...... och ...... (→ 8:e plats)

### Mountainbike
Damernas terränglopp
- Kathy Lynch
  - Final — 1:57.40 (→ 8th place)

## Friidrott
Herrarnas 1 500 meter
- Martin Johns
  - Kval — 3:44.91 (→ gick inte vidare)

Herrarnas 5 000 meter
- Jonathan Wyatt
  - Kval — 13:52.56
  - Semifinal — 13:47.81 (→ gick inte vidare)

Herrarnas tiokamp
- Doug Pirini
  - Final Result — 7961 poäng (→ 24:e plats)

Herrarnas maraton
- Sean Wade — 2:30.35 (→ 83:e plats)

Herrarnas 50 kilometer gång
- Craig Barrett — 4:15:15 (→ 33:e plats)

Damernas 10 000 meter
- Nyla Carroll
  - Kval — 32:50.64 (→ gick inte vidare)

Damernas diskuskastning
- Beatrice Faumuina
  - Kval — 58.40m (→ gick inte vidare)

Damernas längdhopp
- Chantal Brunner
  - Kval — 6.62m
  - Final — 6.49m (→ 10:e plats)

Damernas maraton
- Lorraine Moller — 2:42.21 (→ 46:e plats)

## Tennis
Herrsingel
- Brett Steven
  - Första omgången — Förlorade mot Arnaud Boetsch (Frankrike) in 2-6, 7-6, 2-6